# Теорія фронтиру
Теорія фронтиру (англ. Frontier Thesis) — ідея, яку висунув у 1890-х роках американський історик Фредерик Тернер та яка пояснювала особливості розвитку Сполучених Штатів наявністю фронтиру — зони взаємодії з «дикими землями».

## Історія
Теорія «Великого Кордону» виникла під впливом ідей географічного детермінізму. Вперше теорія була озвучена 12 липня 1893 року під час Всесвітньої виставки у Чикаго на з'їзді Американської історичної асоціації професором Вісконсинського університету Фредериком Тернером у його доповіді «Значення фронтиру в історії США». У доповіді стверджується, що американське суспільство, зокрема такі його риси як демократизм та індивідуалізм, американська винятковість були сформовані передовсім за рахунок відкритих просторів Дикого Заходу, прикордонних умов, постійної експансії європейських переселенців на захід. Доповідь розпочала гостру й безпрецедентно тривалу дискусію. Протягом наступних десятиліть теорія фронтиру була значно розвинена і розширена послідовниками Тернера.
Тернер визначав фронтир як зону поселень експансивного суспільства на межі зіткнення «цивілізації» з «варварством», де суспільство та уряд чи то несформовані, чи то недоформовані. Брак вільних земель на Сході, їхній неосяжний резервуар на Заході та потяг до свободи просував фронтир поселень якнайглибше у континент. Маючи на увазі екстремальні умови проживання на фронтирі, історик впровадив поняття «стрибка у варварство» (a leap into barbarism). Серед наслідків «зіткнення з варварством» Тернер називав розвиток духу індивідуалізму та егалітаризму, формування американської нації як «a composite nationality» (себто незважаючи на етнічні чинники), зміцнення демократії не лише у США, а й у Європі. Ще одна важлива субтеза Ф.Тернера (щоправда, здебільшого розвинута його послідовниками) — доктрина випускного клапану (safety-valve doctrine). Вчений спостеріг, що наявність вільних земель водночас сприяла вирішенню соціальних проблем, тому на противагу Європі, США вдалося уникнути гострих форм класової боротьби.
«Теорія фронтиру» справила великий вплив на істориків. Однак у 1930-х роках, ще за життя Тернера, вона була піддана критиці і визнана такою, що віддає перевагу лише одному фактору серед багатьох.
Водночас ніхто з критиків не піддав сумніву істотного (хай і не визначального) впливу західного фронтиру на формування демократії та індивідуалізму в США. У наш час дослідники схиляються до розуміння фронтиру як зони інтенсивної взаємодії різних культур, сформованої 1940-го року Овеном Латимором, на противагу тернеровому розумінню фронтиру як поселення на нібито вільних землях на межі цивілізації з варварством.
Поступово «трактування тернерової концепції фронтиру, що відмежовує "дикунство від цивілізації" або як рух уперед на "пусті землі", трансформувалося в ідею фронтиру як зони взаємодії двох або кількох відмінних суспільств, втягнутих у багатоманітний культурний та комерційний "прикордонний взаємообмін" між корінними американцями й колоністами чи поселенцями».
У наш час[коли?] тернерова теорія фронтиру є широко відомою як серед дослідників історії США, так і серед американського суспільства. У свідомості американців теза Тернера і по нині продовжує жити у вигляді «історичного міфу», проте у модифікованому вигляді ідеї Ф. Тернера продовжують живити історіографію США.
Овен Латимор був одним із тих, хто найбільше доклався до розробки теорії фронтиру та розширення її застосування на неамериканські території. Провівши значну частину життя в Китаї, основну увагу він приділяв саме китайському фронтиру, а Монголію вважав ідеальним прикладом фронтиру. Дослідник доводив доцільність порівняння колонізаційних процесів у США та Китаї. Разом з тим він проводив паралелі китайських та американських фронтирів зі стародавніми цивілізаціями, середньовічними суспільствами Європи, Росії, Туреччини, України. Він звернув увагу на те, що
|  | Імперський кордон, що досі описувався як оборонний, призначенням якого нібито було стримувати непрошених варварів, насправді виконував подвійну функцію: він не лише перешкоджав увійти, а й вийти, […] щоб перешкодити діяльності, яка могла б збільшити силу варварів, необхідно було тримати китайців у Китаї, так само як варварів – поза ним. |

Також він зауважив певну двозначність прикордонних суспільств у Китаї, ознайомленість таких суспільств з обома культурами, що може бути перевагою: 
|  | Людина фронтиру, яка однаково добре знає структуру влади і в степу, і в Китаї, може в такі часи успішно застосовувати свої знання. |

Ще одним істориком, який зробив значний внесок у розробку теорії фронтиру був Волтер Прескот Веб. Він — перший, хто запропонував глобальний історичний наратив на основі тернерової тези. Веб вважав фронтир одним із основних чинників модернізації суспільства, поряд із Ренесансом, Реформацією та Промисловою революцією, і запропонував термін «ера фронтиру».
З появою цивілізаційної історії, зокрема праць Освальда Шпенґлера та Арнольда Тойнбі теорія фронтиру зазнала сильного впливу їхніх концепцій. Більше того, феномен «Великого кордону» стали розглядати зазвичай саме у контексті цивілізаційного підходу. Серед таких істориків — Вільям Гарді Макніл, думки якого були останнім вагомим внеском у теорію компаративних фронтирів XX століття. В XXI ст. в цьому напрямку працюють Андреас Каппелер та Альфред Рібер.
Ідеї фронтиру та прикордоння продовжують живити дослідження історії Стародавнього Риму (лімес), Середньовіччя, Австралії, Африки, Латинської Америки. Після розпаду Радянського союзу дослідження в цьому напрямку розпочалися в Росії та Україні.

## Теорія фронтиру в українській історіографії
В українській історіографії проблему комплексного застосування тези про фронтир до історії України першим поставив Ярослав Дашкевич. Дослідження в цьому напрямку розвинули Сергій Леп'явко, Віктор Брехуненко, Володимир Кравченко,  Ігор Чорновол. Ідеями теоретиків фронтиру оперують також історики козацтва, зокрема Дмитро Білий, Владислав Грибовський, Володимир Мільчев, Володимир Маслійчук, успішно застосовуючи їх також й у галузі локальної історії.
Однією з проблем української історіографії є відсутність прямого відповідника терміну «фронтир» в українській мові. Від державного кордону фронтир відрізняється передовсім тим, що описує перехідну зону, яка, як правило, не інтегрована в жодне державотворення та має динамічний характер. Якщо кордон — завжди лінія, то фронтир — зона. Ярослав Дашкевич звернув увагу на цю суперечність і пропонував вихід у той спосіб, щоб повернути в українську мову термін «границя» (для означення фронтиру). Володимир Кравченко вирішив проблему, тлумачачи минуле Слобожанщини у контексті «від порубіжжя до пограниччя», себто «від фронтиру до кордону». Ігор Чорновол також вважає оптимальним переклад терміну frontier в українській мові як «рубіж», «порубіжжя» (але не «пограниччя»), передовсім з міркувань герменевтики. Оскільки від самого початку існування поняття, «фронтир» завжди означало «зона», а не «лінія», Ігор Чорновол вважає терміни «Великий кордон», «границя», «пограниччя» такими, що суперечать первісній суті поняття «фронтир».